# アレハンドロ・フェラント
アレハンドロ・フェラント（Alejandro Ferrant y Fischermans、1843年9月9日 - 1917年1月20日）はスペインの画家である。

## 略歴
マドリードで生まれた。父親のフェルナンド・フェラント(Fernando Ferrant y Llausás: 1810-1852)は風景画家で、父親が亡くなった後、有力な画家の叔父、ルイス・フェラント(Luis Ferrant y Llausás: 1806-1868)から美術を学び、王立サン・フェルナンド美術アカデミーでも学んだ。若い頃からスペイン全国展覧会(Exposiciones Nacionales de Bellas Artes)に出展し、21歳になった1864年に3等のメダルを受賞した。新しく創設されたローマのスペイン美術アカデミー (Academia Española de Bellas Artes en Roma) の学生の一人として1874年にローマに留学し、6年間ローマに滞在し、1880年にスペインに戻った。この間1878年にスペイン全国展で最高賞を受賞している。
宗教的なテーマの作品も描き、マドリードの王立サン・フランシスコ・エル・グランデ教会(Real basílica de San Francisco el Grande)やリナレス宮殿(Palacio de Linares)などの装飾画も描いた。
王立サン・フェルナンド美術アカデミーの教授などを務め、マドリード現代美術館((Museo de Arte Moderno、1894年創立、1971年に閉館)の館長も務めた。アルゼンチンの画家、ホルヘ・ラルコ(Jorge Larco: 1897-1967)を1911年から1年ほど教えている。
息子のアンヘル・フェラント(Ángel Ferrant Vázquez: 1890–1961)は彫刻家になり前衛的な作品を残した。

## 作品

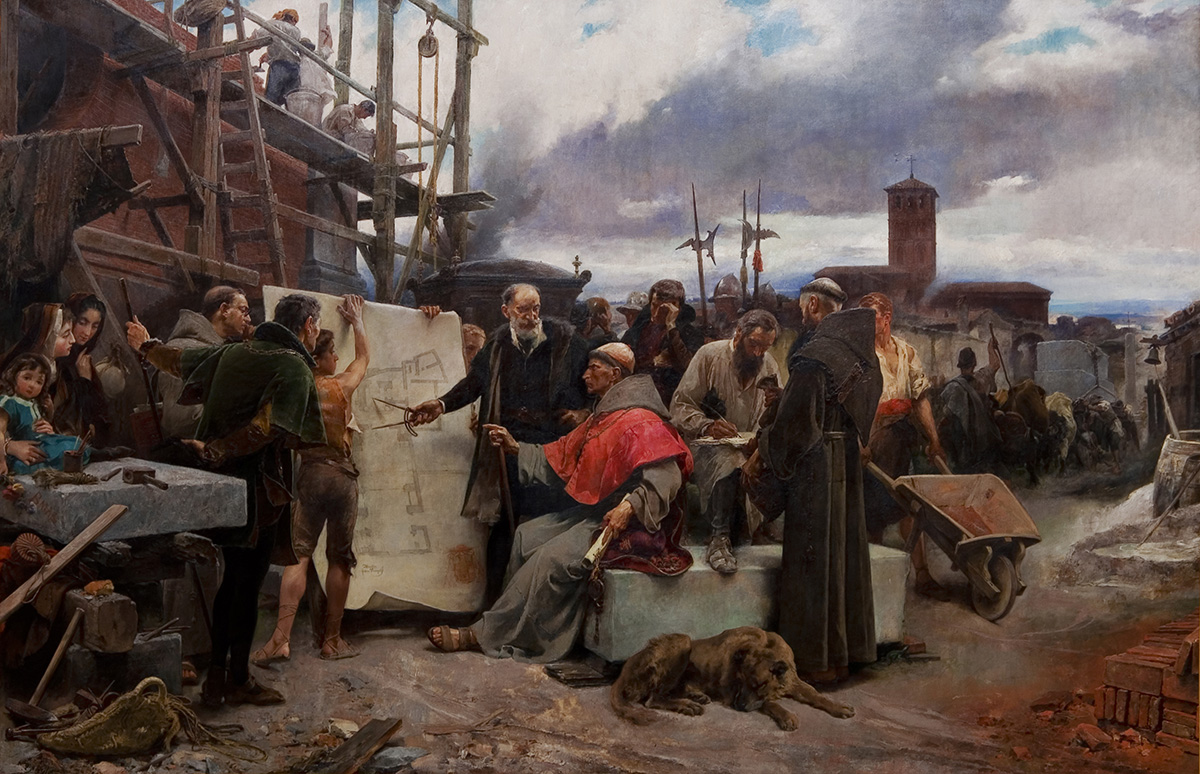
慈善病院の建設を指揮するシスネロス枢機卿(1892)
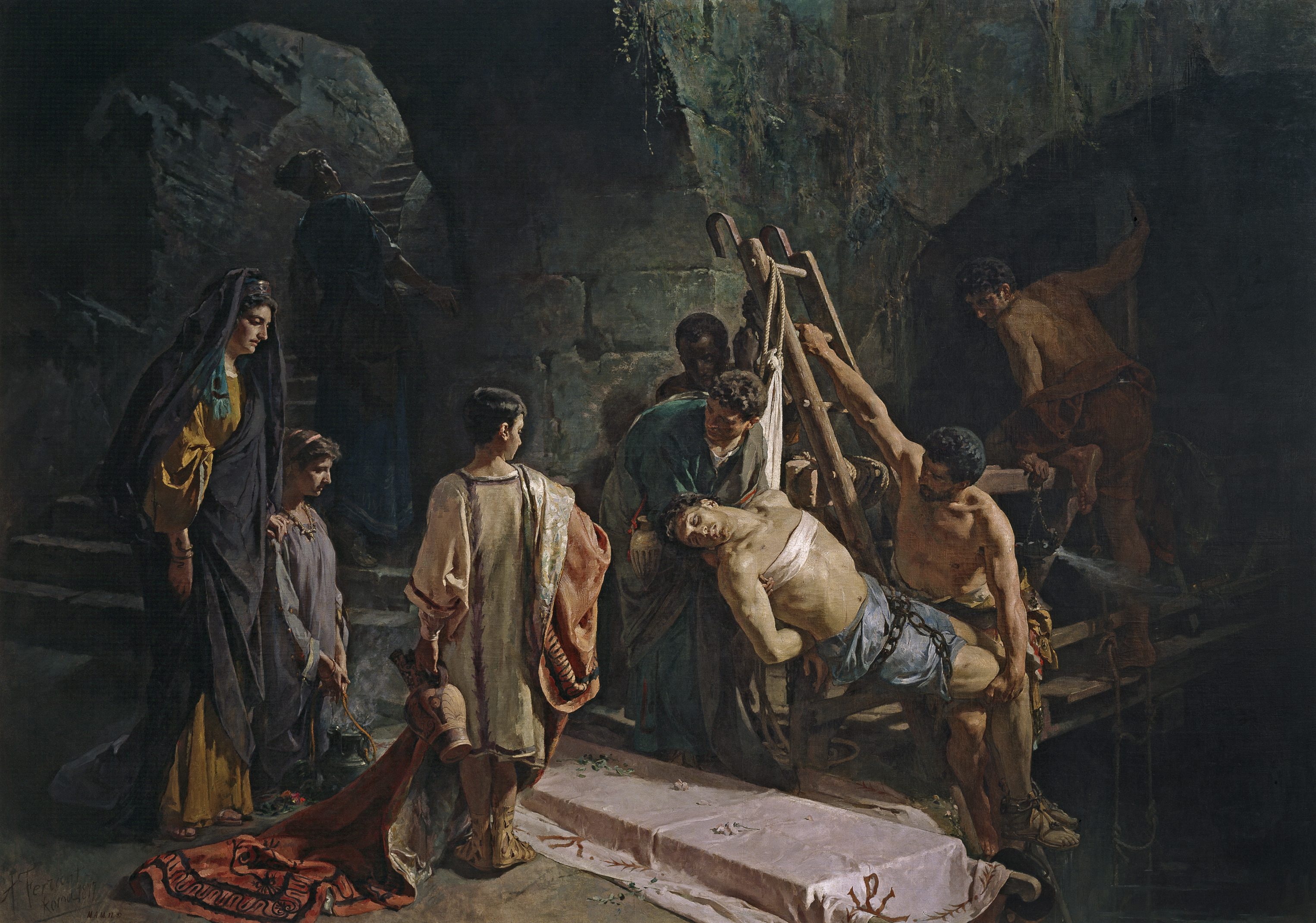
サン・セバスティアンの埋葬
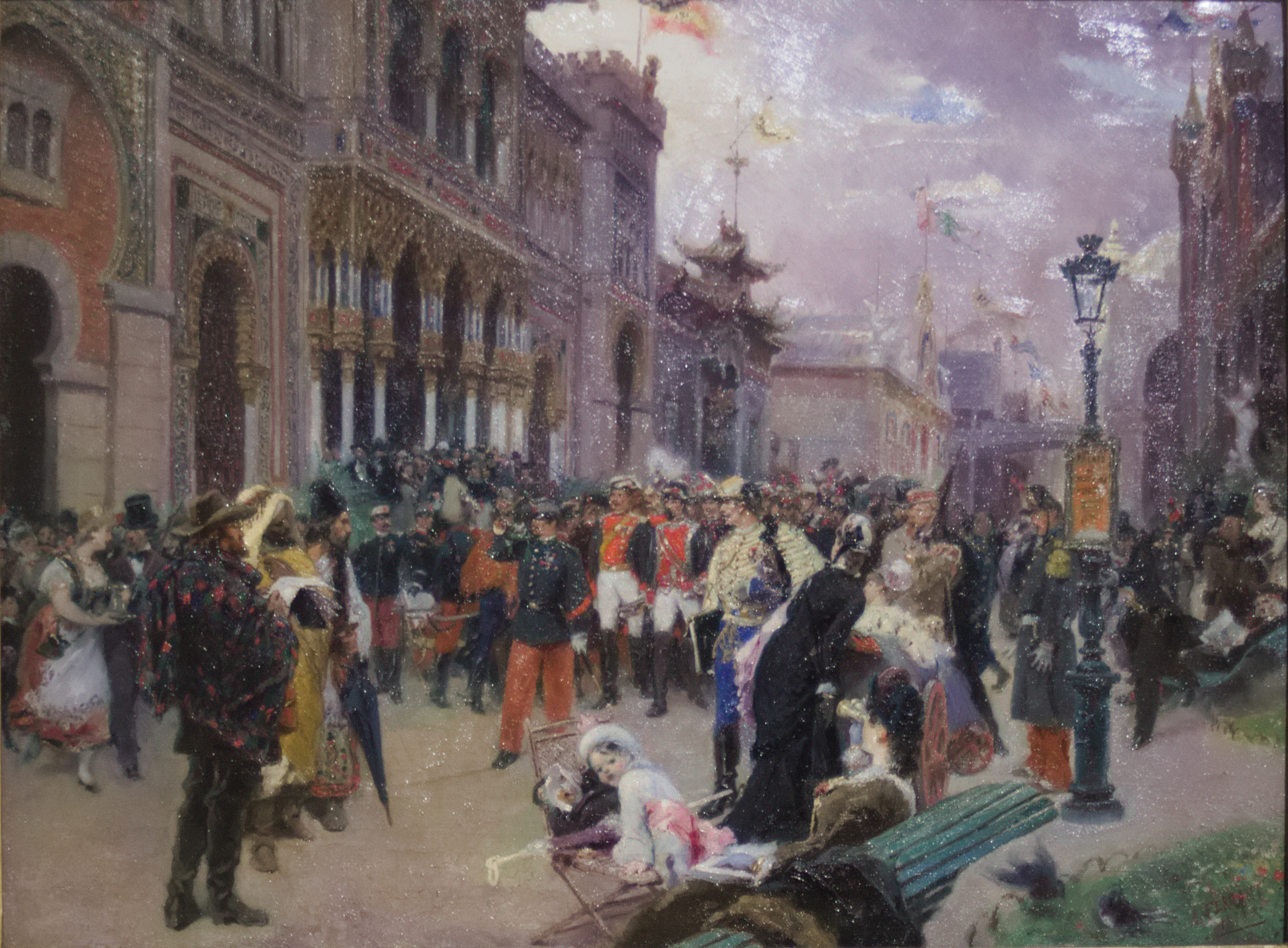
パリ万国博覧会のスペイン館(1879)

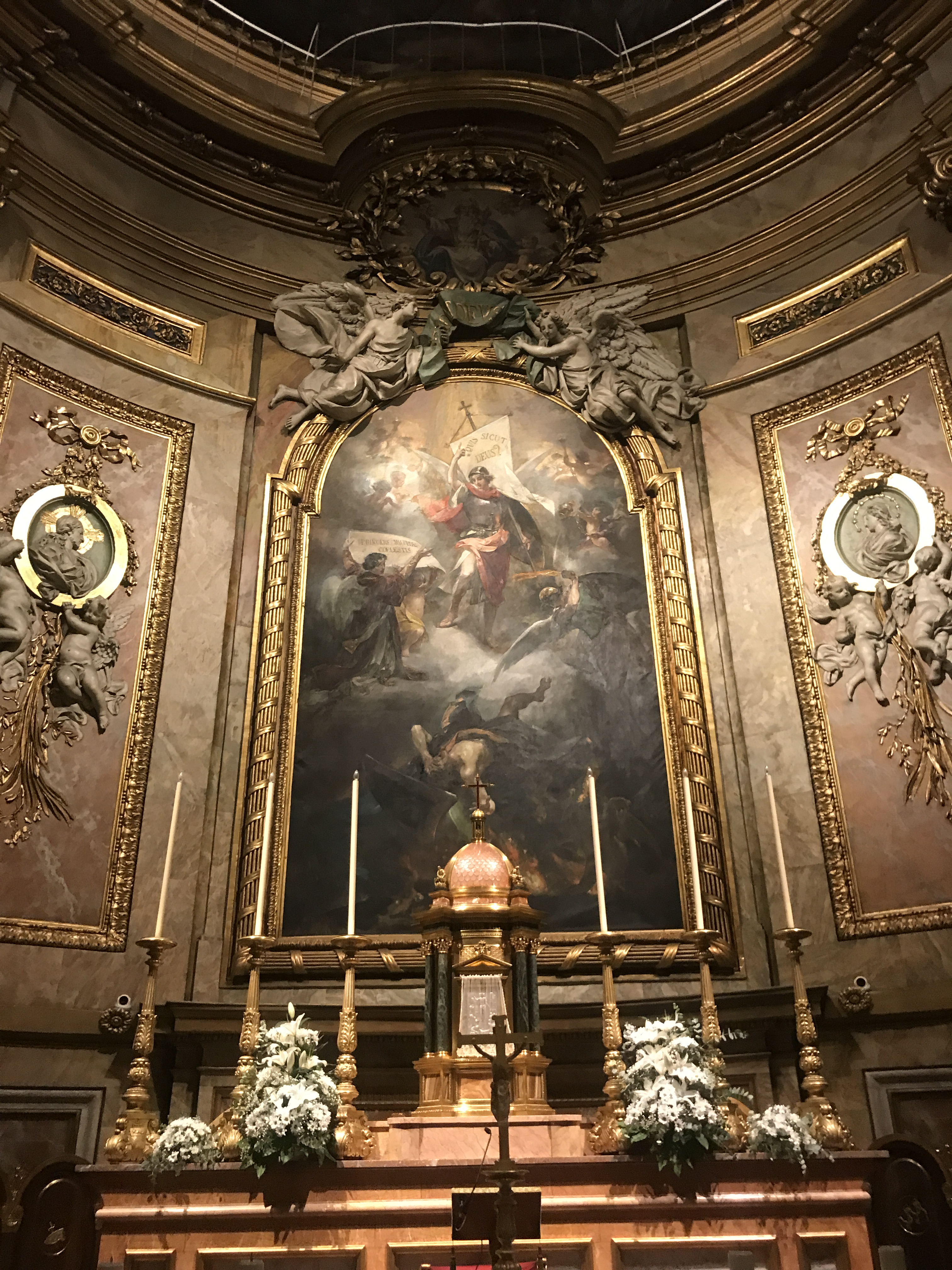
マドリードのサンミゲル大聖堂の装飾画
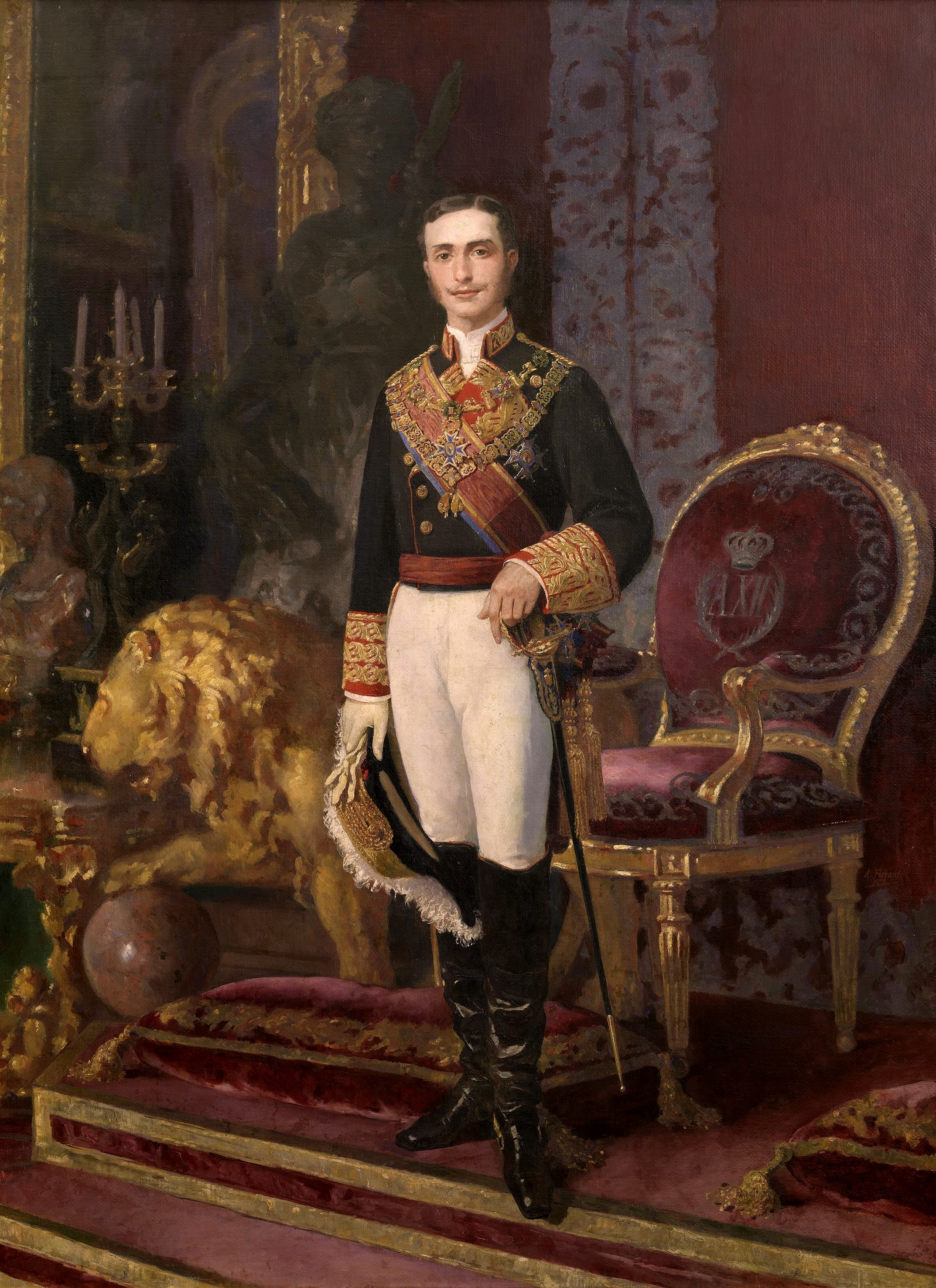
アルフォンソ12世 (スペイン王)
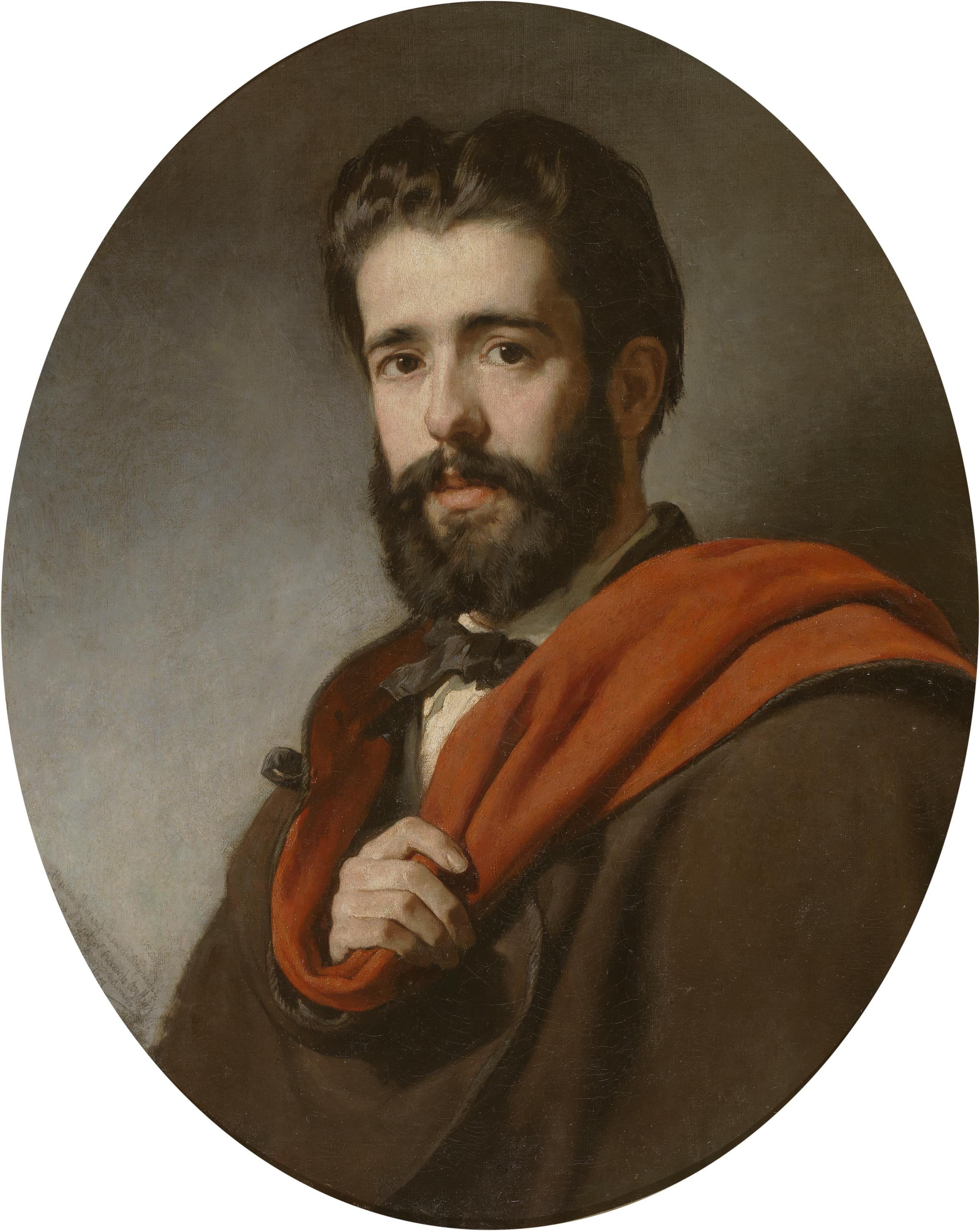
Ricardo Bellver（彫刻家）
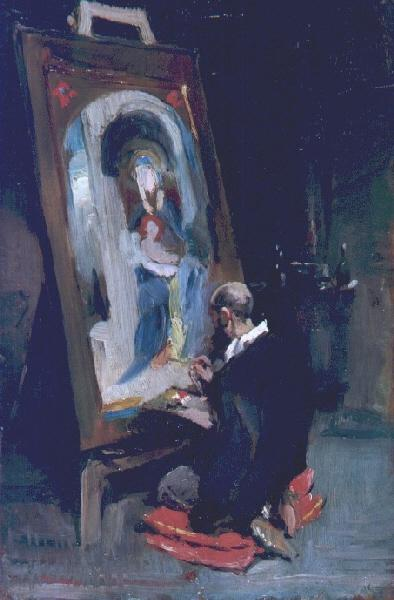
Ángel María de Barcia（画家）(1877)